# Carral
Carral és un municipi de la província de la Corunya a Galícia. Pertany a la comarca de la Corunya. Limita amb els municipis d'Ordes, Abegondo, Cambre, Cerceda i Culleredo.
| 5.082 | 5.661 | 6.067 | 6.001 | 5.453 |
| Fonts: INE i IGE (Els criteris de registre censal variaren i les dades de l'INE i de l'IGE poden no coincidir.) |       |       |       |       |

## Parròquies
- Beira (Santa Mariña)
- Cañás (Santa Baia)
- Paleo (Santo Estevo)
- Quembre (San Pedro)
- Sergude (San Xián)
- Sumio (Santiago)
- Tabeaio (San Martiño)
- Vigo (San Vicente)